# حق الدم

يطلق مصطلح حق الدم (باللاتينية: Jus sanguinis) على القانون الذي يمنح للأطفال حق الانتساب لجنسية والديهم، بغض النظر عن مكان الولادة. يطبق قانون حق الدم في معظم بلدان العالم. وفي بعض بلدان الهجرة، مثل الولايات المتحدة، والأرجنتين، وكندا، وأستراليا سابقاً، يتمتع الأطفال بحكم القانون بحق الحصول على جنسية البلد الذي ولدوا فيه بغض النظر عن جنسية الوالدين، وهو ما يعرف حالياً باسم حق الإقليم (باللاتينية: Jus soli). هذه الحقوق ليست حصرية، حيث يمكن للتشريع أن ينص على أحدهما أو كليهما معا.

## التطبيق
يطبق حق الدم على نطاق واسع في أوروبا الوسطى والشرقية وشمال أفريقيا (بصفة خاصة في المغرب وتونس) وآسيا (على سبيل المثال في نظام ملي أو في اليابان). بالإضافة إلى ذلك كان هذا الحق أيضا ضمن القانون الروماني الأصلي. تزامن الظهور الأول لحق الإقليم (الجزئي) مع الفترة التي أجريت فيها «إصلاحات الكليسثنيس»، ليتطور في وقت لاحق في الإمبراطورية الرومانية عندما تم توسيع المواطنة لتشمل الساكنة الحرة بالإمبراطورية كلها.
قانون حق الدم هو مجرد نقل قانوني للجنسية، ولا يمكن اعتباره كأدات لنقل الجنسية البيولوجية، وهو مبدأ يمكن أن ينطبق على جميع الأطفال القانونيين، بما فيهم الأطفال بالتبني. لكن من جهة أخرى، وإذا استثنينا دراسة الحمض النووي، لا تكون البنوة البيولوجية في أغلب الحالات مؤكدة أبدا. في هذا السياق ووفقا لعالم الأحياء ديدييه رولت، لاينحدر 5 إلى 10 في المائة من مجموع الأطفال من الأب الرسمي، بل من أب غير معروف".

### أوروبا
تجمع معظم التشريعات في أوروبا بين عنصري حق الدم وحق الإقليم معا. حيث تعتمد كل من بلجيكا، السويد، فنلندا، لوكسمبورغ، الدنمارك والسويد أشكالا مختلفة من حق المواطنة بالولادة. تلتهم فيما بعد ألمانيا في سنة 2000.
إيطاليا، سويسرا، النمسا، وكذلك معظم دول أوروبا الوسطى، هي الأخرى تطبق حق الدم.

#### فرنسا
في فرنسا، يسهر القانون المدني على تنظيم قانون الجنسية من خلال المادة 17 وما بعدها. المادة 18 مثلا تنص على «حق الطفل في الحصول على الجنسية الفرنسية شريطة أن يكون أحد والديه على الأقل فرنسيا».
وفقا لباتريك ويل (عالم سياسة فرنسي)، فإن قانون حق الإقليم تم إدخاله بالأصل في فرنسا خلال سنة 1515 نتيجة لحكم صادر عن برلمان باريس. لكن وبالرغم من ذلك، لا يمكن الجزم تماما بوجود مفهوم مماثل للجنسية الفرنسية المعاصرة في ذلك الوقت، هذا المفهوم الذي يجمع في نفس الوقت عددا من الحقوق المختلفة والمتنوعة، التي تتراوح بين حقوق طبيعية ووطنية وأخرى تتعلق بالمواطنة.
تطلب الأمر إلى غاية وضع دستور سنة 1791، عندما جاء هذا الأخير بقانون إيجابي يتعلق بالجنسية الفرنسية، حيث نص على إمكانية الحصول على الجنسية بشكل تلقائي بعد ولادة الطفل في فرنسا: «الفرنسيون هم أبناء الأجانب المولودين في فرنسا
بحلول سنة 1804، أسس نابليون بونابرت لجملة من القوانين التي عرفت باسم قانون نابليون أو القانون المدني، من خلال تلك القوانين كانت هناك رغبة واضحة لبونابرت في منح الجنسية الفرنسية لأي شخص من أصل أجنبي يتوفر على تعليم فرنسي،  ·  مؤسسا بذلك لأولوية البراءة الأبوية (حق الدم): «تصبح الجنسية بمثابة سمة تميز الشخص، لتنتقل عن طريق البراءة شأنها شأن اسمه العائلي. بدلا من اعتمادها كما كان في السابق على الإقامة في الأراضي الفرنسية» ولكن دائما مع الاحتفاظ بحق الإقليم أيضا. مع ذلك، يجب على الفرد المولود من أجنبي المطالبة بالجنسية الفرنسية في السنة التي تلي بلوغه.
بحلول سنة 1851، وضع مبدأ قانوني جديد يعرف باسم «حق الإقليم المزدوج» (جنسية بلد الولادة تنسب إلى أي شخص ولد في هذا البلد، الذي يكون أحد والديه مزادا به) الذي ادخل تغييرات على حق الإقليم المطبق في العديد من البلدان حول العالم.
نص قانون سنة 1889 «الذي أعطى أهمية بالغة لخلفية الهجرة المتزايدة»  على عودة الحق البسيط في المواطنة بالولادة والجنسية عند بلوغ الطفل المولود في فرنسا سن الرشد للطفل وهو لا يزال مقيما بها،  ليشمل حق الدم كذلك، ذلك أن فرنسا أصبحت بلد هجرة، وكنتيجة لكون فرنسا لم تستع ترك الساكنة الأجنبية لكي تنمو أكثر لفترة أطول. في المقابل فإنه عندما تنتج الجنسية عن النسب فقط، يصبح في هذه الحالة إثبات الجنسية الفرنسية أمرا مستحيل.
تقر المادة 19.3 من القانون المدني الفرنسي صراحة ب«حق الإقليم المزدوج»؛ الذي يسمح للغالبية العظمى من «الفرنسيين بالدم» إثبات جنسيتهم بسهولة.

#### إستونيا
تنص المادة 8 من الدستور الإستوني على أن لكل
طفل يحمل أحد أبويه الجنسية الإستونية الحق في الحصول على الجنسية الإستونية بالولادة.

### باقي دول العالم

#### كندا
بموجب قانون الجنسية الكندي، يكون أي شخص مولود من والدين أحدهما على الأقل مواطن كندي بشكل تلقائيا مواطنا كنديا. أدخلت في سنة 2009 بعض الإستثناءات بغرض الحد من المواطنة حسب النسب، لتشمل الجنسية جيلا واحدا فقط يولد خارج كندا: الأشخاص من الجيل الأول المولودين خارج كندا من والدين كنديين بالميلاد أو عن طريق التجنيس، هم مواطنون كنديون حسب النسب، لكن أطفالهم لن يتمتعوا بالجنسية الكندية حسب النسب.

#### المغرب
يعطي قانون الجنسية المغربي للمواطنين المغاربة الذكور، وفي وقت لاحق بعد آخر تحديث للقانون للإناث أيضا  الحق في منح جنسيتهم لأطفالهم. حيث تنص المادة 6 من قانون الجنسية المغربي على «أن الطفل المولود من أب مغربي، أو الطفل المولود من أم مغربية هو مواطن مغربي».

#### تونس
عندما يكون أحد الوالدين تونسي الجنسية، يعتبر الطفل بشكل مباشر تونسيا بغض النظر عن مكان ولادة الطفل أو ما إذا اكتسب جنسية بلد آخر.